# 東金警察署
東金警察署（とうがねけいさつしょ）は、千葉県警察が管轄する警察署の一つである。署長は警視。
署内には、刑事部機動捜査隊東金方面機動捜査班及び東金方面機動鑑識班が置かれている。

## 管轄区域
- 東金市
- 大網白里市
- 山武郡九十九里町

## 所在地
- 千葉県東金市北之幸谷10番地12

## 庁舎概要
東金警察署庁舎
- 竣工年 : 1999年
- 延床面積 : 2,714m²
- 構造/規模 : RC造、地上3階

## 沿革
- 1878年（明治11年）：開署
- 1999年（平成11年）3月：現在地に移転新築

## 交番

### 東金市
- 東金駅前交番（東金市東金591番地3）

### 大網白里市
- 大網駅前交番（大網白里市駒込440-7）
- 増穂交番（大網白里市北飯塚274-5） - 旧飯塚駐在所：2007年4月1日より交番再編により交番となった

### 九十九里町
- 九十九里交番（山武郡九十九里町片貝3357-2）

## 駐在所

### 東金市
- 砂古瀬駐在所（東金市砂古瀬422-2）
- 丘山駐在所（東金市丹尾5-1）
- 関内駐在所（東金市関内347-1）
- 道庭駐在所（東金市道庭364-3）
- 広瀬駐在所（東金市広瀬139番地1）
- 源駐在所（東金市極楽寺847-1）
- 大和駐在所（東金市西福俵9-4）

### 大網白里市
- 金谷郷駐在所（大網白里市金谷郷1027）
- 白里駐在所（大網白里市南今泉296-1）

### 九十九里町
- 粟生駐在所（山武郡九十九里町粟生2315-3）
- 作田駐在所（山武郡九十九里町作田5226番地1）
- 真亀駐在所（山武郡九十九里町真亀4908-280）

## 連絡所
- 永田警察官連絡所 - 旧永田駐在所：平成19年4月1日より、交番再編により管轄を大網駅前交番に移管・統合